# Championnat de Côte d'Ivoire de football 2001
Navigation
Saison précédente Saison suivante
La saison 2001 du Championnat de Côte d'Ivoire de football était la 43e édition de la première division ivoirienne. Elle oppose les 12 meilleures équipes du pays, rassemblées au sein d'une poule unique où les clubs affrontent 2 fois tous leurs adversaires, à domicile et à l'extérieur.
C'est l'ASEC Abidjan, champion en titre, qui termine à nouveau en tête du classement final et remporte son 17e titre de champion de Côte d'Ivoire.

## Les 12 clubs participants
| - Africa Sports - CO Korhogo - Man FC - Satellite FC - Réveil Club de Daloa - Promu de Division 2 - Alliance Bouaké | - Sabé Sports de Bouna - Stade d'Abidjan - ASEC Abidjan - RFC Daoukro - Toumodi FC - CO Bouaflé - Promu de Division 2 |

## Compétition

### Classement
Le barème utilisé pour tous les classements est le suivant :
- Victoire : 3 points
- Match nul : 1 point
- Défaite, abandon ou forfait : 0 point